# Alzano 1909 Virescit Football Club 2001-2002
Questa pagina raccoglie le informazioni riguardanti l'Alzano 1909 Virescit Football Club nelle competizioni ufficiali della stagione 2001-2002.

## Rosa
| N. |                      | Ruolo | Calciatore           |
| -- | -------------------- | ----- | -------------------- |
|    | Italia (bandiera)    | D     | Emilio Abeni         |
|    | Australia (bandiera) | C     | Ross Aloisi          |
|    | Italia (bandiera)    | D     | Fabrizio Anzalone    |
|    | Italia (bandiera)    | C     | Luca Belingheri      |
|    | Italia (bandiera)    | A     | Alberto Bernardi     |
|    | Italia (bandiera)    | P     | Maurizio Brancaccio  |
|    | Italia (bandiera)    | D     | Cristian Campi       |
|    | Italia (bandiera)    | C     | Gaetano Caridi       |
|    | Italia (bandiera)    | A     | Alan Carlet          |
|    | Italia (bandiera)    | D     | Sergio Carnesalini   |
|    | Italia (bandiera)    | D     | Jacopo Colombo       |
|    | Italia (bandiera)    | P     | Silvio Cortinovis    |
|    | Italia (bandiera)    | C     | Vincenzio D'Accardio |
|    | Italia (bandiera)    | D     | Alessio Delpiano     |
|    | Italia (bandiera)    | D     | Cristiano Donà       |

| N. |                            | Ruolo | Calciatore               |
| -- | -------------------------- | ----- | ------------------------ |
|    | Rep. Dominicana (bandiera) | C     | Vinicio Espinal          |
|    | Italia (bandiera)          | C     | Antonio Foschini         |
|    | Italia (bandiera)          | C     | Marco Garavelli          |
|    | Italia (bandiera)          | C     | Silvio Giusti            |
|    | Italia (bandiera)          | D     | Alberto Gruttadauria     |
|    | Costa d'Avorio (bandiera)  | A     | Guessad Konan            |
|    | Italia (bandiera)          | C     | Armando Madonna          |
|    | Italia (bandiera)          | A     | Massimiliano Maffioletti |
|    | Italia (bandiera)          | C     | Omar Mazzilli            |
|    | Italia (bandiera)          | D     | Stefano Melissano        |
|    | Italia (bandiera)          | D     | Pasquale Rocca           |
|    | Italia (bandiera)          | C     | Marco Sgrò               |
|    | Italia (bandiera)          | D     | Mario Solimeno           |
|    | Italia (bandiera)          | A     | Omar Torri               |
|    | Italia (bandiera)          | C     | Pierangelo Zanini        |

## Risultati

### Campionato

#### Girone di andata
| 2 settembre 2001 1ª giornata | Alzano Virescit | 3 – 0 | Arezzo |  |

| 9 settembre 2001 2ª giornata | Triestina | 1 – 0 | Alzano Virescit |  |

| 16 settembre 2001 3ª giornata | Alzano Virescit | 1 – 1 | Spezia |  |

| 23 settembre 2001 4ª giornata | Reggiana | 1 – 1 | Alzano Virescit |  |

| 30 settembre 2001 5ª giornata | Alzano Virescit | 0 – 1 | Monza |  |

| 7 ottobre 2001 6ª giornata | Alzano Virescit | 2 – 1 | Varese |  |

| 14 ottobre 2001 7ª giornata | Lecco | 1 – 0 | Alzano Virescit |  |

| 21 ottobre 2001 8ª giornata | Pisa | 0 – 1 | Alzano Virescit |  |

| 28 ottobre 2001 9ª giornata | Alzano Virescit | 1 – 2 | Cesena |  |

| 4 novembre 2001 10ª giornata | Treviso | 5 – 0 | Alzano Virescit |  |

| 11 novembre 2001 11ª giornata | Alzano Virescit | 1 – 3 | Lumezzane |  |

| 18 novembre 2001 12ª giornata | Padova | 1 – 0 | Alzano Virescit |  |

| 25 novembre 2001 13ª giornata | Alzano Virescit | 1 – 1 | AlbinoLeffe |  |

| 2 dicembre 2001 14ª giornata | Carrarese | 1 – 1 | Alzano Virescit |  |

| 9 dicembre 2001 15ª giornata | Alzano Virescit | 0 – 1 | SPAL |  |

| 16 dicembre 2001 16ª giornata | Lucchese | 5 – 1 | Alzano Virescit |  |

| 23 dicembre 2001 17ª giornata | Alzano Virescit | 0 – 2 | Livorno |  |

#### Girone di ritorno
| 6 gennaio 2002 18ª giornata | Arezzo | 2 – 0 | Alzano Virescit |  |

| 13 gennaio 2002 19ª giornata | Alzano Virescit | 1 – 1 | Triestina |  |

| 20 gennaio 2002 20ª giornata | Spezia | 2 – 1 | Alzano Virescit |  |

| 27 gennaio 2002 21ª giornata | Alzano Virescit | 4 – 2 | Reggiana |  |

| 3 febbraio 2002 22ª giornata | Monza | 1 – 1 | Alzano Virescit |  |

| 10 febbraio 2002 23ª giornata | Varese | 1 – 0 | Alzano Virescit |  |

| 17 febbraio 2002 24ª giornata | Alzano Virescit | 1 – 0 | Lecco |  |

| 3 marzo 2002 25ª giornata | Alzano Virescit | 1 – 0 | Pisa |  |

| 10 marzo 2002 26ª giornata | Cesena | 1 – 0 | Alzano Virescit |  |

| 17 marzo 2002 27ª giornata | Alzano Virescit | 1 – 1 | Treviso |  |

| 24 marzo 2002 28ª giornata | Lumezzane | 3 – 0 | Alzano Virescit |  |

| 30 marzo 2002 29ª giornata | Alzano Virescit | 1 – 3 | Padova |  |

| 7 aprile 2002 30ª giornata | AlbinoLeffe | 2 – 0 | Alzano Virescit |  |

| 14 aprile 2002 31ª giornata | Alzano Virescit | 1 – 1 | Carrarese |  |

| 21 aprile 2002 32ª giornata | SPAL | 1 – 1 | Alzano Virescit |  |

| 28 aprile 2002 33ª giornata | Alzano Virescit | 1 – 0 | Lucchese |  |

| 5 maggio 2002 34ª giornata | Livorno | 3 – 0 | Alzano Virescit |  |